# Samuel Braun
Samuel Braun oder Samuel Brun (* 19. März 1590 in Basel; † 31. Juli 1668 ebenda) war ein Schweizer Wundarzt und Schiffsarzt sowie Ethnograph und Pionier der Ethnologie. Er erkundete als erster deutschsprachiger wissenschaftlicher Afrikareisender unter anderem Westafrika.

## Leben
Samuel Braun (bzw. Brun, von mittelhochdeutsch brūn „braun“) wurde in eine aus Gebweiler stammende Familie von Wollwebern geboren. Nachdem Braun in Basel eine Lehre als Wundarzt („Scherer“) durchlaufen hatte, ging er 1607 auf die Wanderschaft, zog den Rhein hinunter und gelangte auf Umwegen vier Jahre später nach Amsterdam. Er fand eine Anstellung, wurde aber von der Seefahrt (insbesondere nach Indien und Afrika) angezogen und heuerte im Alter von 21 Jahren auf einem Handelsschiff an. Die zweijährige Reise ging an die Küsten des Königreichs Loango, dessen Küste nie zuvor erforscht worden war, und des Königreichs Kongo. Danach bereiste er mehrmals das Mittelmeer und die westafrikanische Küste. Dort kam er in Berührung mit Tropenkrankheiten wie dem Guineawurm. Er beschrieb in seinen 1624 in Basel gedruckten (später von Eduard Sieber als Faksimile herausgegebenen) Schiffahrten die Bräuche und Sitten der Eingeborenen sowie die Tier- und Pflanzenwelt.
Als Schiffsarzt bzw. Schiffschirurg unternahm er fünf Reisen:
- 1611–1613 auf der Meermann unter Kapitän Johann Pietrszoon nach Niederguinea in Afrika.
- 1614–1616 auf der Weisser Hund unter gleichem Kommando an die Elfenbeinküste bzw. Oberguinea
- 1616–1617 auf der Oranienbaum unter Kapitän Heinrich Willems Puis ins Mittelmeer nach Lissabon, nach Schiffbruch und Rettung an die spanische Küste weiter mit der Golden Valk  nach Venedig
- 1617–1620 auf der Gelderland nach Sierra Leone und an die Goldküste
- 1620–1621 auf der Edam  unter Kapitän Thomas Pieterssen ins östliche Mittelmeer nach Aleppo unter dem Oberbefehl von Vizeadmiral Hendricks Joachim Swartenondt.

„In seinem auf die Anregung des befreundeten Pfarrers Johannes Gross geschriebenen Reisebericht, dem ersten wissenschaftlichen Werk über Westafrika in deutscher Sprache, teilte er in sachlicher, verständnisvoller Darstellung eine Fülle von namentlich ethnographisch wertvollen Beobachtungen mit, die weit über dem Niveau der zeitgenössischen Reiseliteratur stehen und erst Ende des 19. Jahrhunderts in ihrer wahren Bedeutung erkannt wurden.“

Nach seiner fünften Reise kehrte er in die Heimat zurück und lebte für einige Jahre in Liestal, wo er das „Haus zum Fälklein“ kaufte. Im Jahr 1623 heiratete er Barbara, mit der er 15 Kinder hatte. Nach der Veröffentlichung der Reiseberichte 1624 widmete Braun sich ganz seiner Praxis in Basel. In der Zunft der Chirurgen kam er zu allgemeiner Wertschätzung. Sie wählte ihn in den Vorstand und zum Vertreter im Grossen Rat von Basel. Er wurde 1636 Sechser, später Säckelmeister und Obermeister der Zunft zum goldenen Stern. Die Stadt ernannte ihn zum Spitalchirurgen, zum Hebammenherrn und zum Vermögensverwalter des aufgehobenen Klosters Gnadenthal. Nach dem Tod seiner ersten Frau heiratete er 1648 Maria Treu.
Im Vergleich zu den Afrikaforschern des späten 19. Jahrhunderts schilderte Braun die Bevölkerung in seinem Reisebericht von 1624 in einer unvoreingenommeneren Sichtweise. Er bezeichnete sie als „Einwohner“ und nie als „Wilde“, „Heiden“ oder „Eingeborene“ und beschrieb sie als fleißig, ordentlich und künstlerisch begabt.